# Screen Actors Guild Awards 2021
La cerimonia di premiazione della 27ª edizione dei Screen Actors Guild Awards ha avuto luogo il 4 aprile 2021 allo Shrine Auditorium di Los Angeles ed è stata trasmessa in diretta negli Stati Uniti dalle emittenti TNT e TBS.
Le candidature sono state annunciate da Lily Collins e Daveed Diggs il 4 febbraio 2021.

## Cinema

### Migliore attore protagonista
- Chadwick Boseman – Ma Rainey's Black Bottom
- Riz Ahmed – Sound of Metal
- Anthony Hopkins – The Father - Nulla è come sembra (The Father)
- Gary Oldman – Mank
- Steven Yeun – Minari

### Migliore attrice protagonista
- Viola Davis – Ma Rainey's Black Bottom
- Amy Adams – Elegia americana (Hillbilly Elegy)
- Vanessa Kirby – Pieces of a Woman
- Frances McDormand – Nomadland
- Carey Mulligan – Una donna promettente (Promising Young Woman)

### Migliore attore non protagonista
- Daniel Kaluuya – Judas and the Black Messiah
- Sacha Baron Cohen – Il processo ai Chicago 7 (The Trial of the Chicago 7)
- Chadwick Boseman – Da 5 Bloods - Come fratelli (Da 5 Bloods)
- Jared Leto – Fino all'ultimo indizio (The Little Things)
- Leslie Odom Jr. – Quella notte a Miami... (One night in Miami...)

### Migliore attrice non protagonista
- Youn Yuh-jung – Minari
- Maria Bakalova – Borat - Seguito di film cinema (Borat Subsequent Moviefilm: Delivery of Prodigious Bribe to American Regime for Make Benefit Once Glorious Nation of Kazakhstan)
- Glenn Close – Elegia americana (Hillbilly Elegy)
- Olivia Colman – The Father - Nulla è come sembra (The Father)
- Helena Zengel – Notizie dal mondo (News of the World)

### Miglior cast cinematografico
- Il processo ai Chicago 7 (The Trial of the Chicago 7)

Yahya Abdul-Mateen II, Sacha Baron Cohen, Joseph Gordon-Levitt, Michael Keaton, Frank Langella, John Carroll Lynch, Eddie Redmayne, Mark Rylance, Alex Sharp e Jeremy Strong
- Da 5 Bloods - Come fratelli (Da 5 Bloods)

Chadwick Boseman, Paul Walter Hauser, Nguyen Ngoc Lam, Le Y Lan, Norm Lewis, Delroy Lindo, Jonathan Majors, Van Veronica Ngo, Johnny Trí Nguyễn, Jasper Pääkkönen, Clarke Peters, Sandy Huong Pham, Jean Reno, Melanie Thierry e Isiah Whitlock Jr.
- Ma Rainey's Black Bottom

Chadwick Boseman, Jonny Coyne, Viola Davis, Colman Domingo, Michael Potts e Glynn Turman
- Minari

Noel Kate Cho, Yeri Han, Scott Haze, Alan Kim, Will Patton, Steven Yeun e Yuh-Jung Youn
- Quella notte a Miami... (One night in Miami...)

Kingsley Ben-Adir, Beau Bridges, Lawrence Gilliard Jr., Eli Goree, Aldis Hodge, Michael Imperioli, Joaquina Kalukango, Leslie Odom Jr., Lance Reddick e Nicolette Robinson

### Migliori controfigure cinematografiche
- Wonder Woman 1984
- Da 5 Bloods - Come fratelli (Da 5 Bloods)
- Mulan
- Notizie dal mondo (News of the World)
- Il processo ai Chicago 7 (The Trial of the Chicago 7)

## Televisione

### Migliore attore in un film televisivo o mini-serie
- Mark Ruffalo – Un volto, due destini - I Know This Much Is True (I Know This Much Is True)
- Bill Camp – La regina degli scacchi (The Queen's Gambit)
- Daveed Diggs – Hamilton
- Hugh Grant – The Undoing - Le verità non dette (The Undoing)
- Ethan Hawke – The Good Lord Bird - La storia di John Brown (The Good Lord Bird)

### Migliore attrice in un film televisivo o mini-serie
- Anya Taylor-Joy – La regina degli scacchi (The Queen's Gambit)
- Cate Blanchett – Mrs. America
- Michaela Coel – I May Destroy You
- Nicole Kidman – The Undoing - Le verità non dette (The Undoing)
- Kerry Washington – Tanti piccoli fuochi (Little Fires Everywhere)

### Migliore attore in una serie drammatica
- Jason Bateman – Ozark
- Sterling K. Brown – This Is Us
- Josh O'Connor – The Crown
- Bob Odenkirk – Better Call Saul
- Regé-Jean Page – Bridgerton

### Migliore attrice in una serie drammatica
- Gillian Anderson – The Crown
- Olivia Colman – The Crown
- Emma Corrin – The Crown
- Julia Garner – Ozark
- Laura Linney – Ozark

### Migliore attore in una serie commedia
- Jason Sudeikis – Ted Lasso
- Nicholas Hoult – The Great
- Dan Levy – Schitt's Creek
- Eugene Levy – Schitt's Creek
- Ramy Youssef – Ramy

### Migliore attrice in una serie commedia
- Catherine O'Hara – Schitt's Creek
- Christina Applegate – Amiche per la morte - Dead to Me (Dead to Me)
- Linda Cardellini – Amiche per la morte - Dead to Me (Dead to Me)
- Kaley Cuoco – L'assistente di volo - The Flight Attendant (The Flight Attendant)
- Annie Murphy – Schitt's Creek

### Miglior cast in una serie drammatica
- The Crown

Gillian Anderson, Marion Bailey, Helena Bonham Carter, Stephen Boxer, Olivia Colman, Emma Corrin, Erin Doherty, Charles Edwards, Emerald Fennell, Tobias Menzies, Josh O'Connor e Sam Phillips
- Better Call Saul

Jonathan Banks, Tony Dalton, Giancarlo Esposito, Patrick Fabian, Michael Mando, Bob Odenkirk e Rhea Seehorn
- Bridgerton

Adjoa Andoh, Julie Andrews, Lorraine Ashbourne, Jonathan Bailey, Ruby Barker, Jason Barnett, Sabrina Bartlett, Joanna Bobin, Harriet Cains, Bessie Carter, Nicola Coughlan, Kathryn Drysdale, Phoebe Dynevor, Ruth Gemmell, Florence Hunt, Martins Imhangbe, Claudia Jessie, Jessica Madsen, Molly McGlynn, Ben Miller, Luke Newton, Julian Ovenden, Regé-Jean Page, Golda Rosheuvel, Hugh Sachs, Luke Thompson, Will Tilston e Polly Walker
- Lovecraft Country - La terra dei demoni (Lovecraft Country)

Jamie Chung, Aunjanue Ellis, Jada Harris, Abbey Lee, Jonathan Majors, Wunmi Mosaku, Jordan Patrick Smith, Jurnee Smollett e Michael Kenneth Williams
- Ozark

Jason Bateman, McKinley Belcher III, Jessica Frances Dukes, Lisa Emery, Skylar Gaertner, Julia Garner, Sofia Hublitz, Kevin L. Johnson, Laura Linney, Janet McTeer, Tom Pelphrey, Joseph Sikora, Felix Solis, Charlie Tahan e Madison Thompson

### Miglior cast in una serie commedia
- Schitt's Creek

Chris Elliot, Emily Hampshire, Daniel Levy, Eugene Levy, Sarah Levy, Annie Murphy, Catherine O'Hara, Noah Reid, Jennifer Robertson e Karen Robinson
- Amiche per la morte - Dead to Me (Dead to Me)

Christina Applegate, Linda Cardellini, Max Jenkins, James Marsden, Sam McCarthy, Natalie Morales, Diana Maria Riva e Luke Roessler
- The Flight Attendant

Kaley Cuoco, Merle Dandridge, Nolan Gerard Funk, Michelle Gomez, Michiel Huisman, Yasha Jackson, Jason Jones, T.R. Knight, Zosia Mamet, Audrey Grace Marshall, Griffin Matthews, Rosie Perez, Terry Serpico e Colin Woodell
- The Great

Belinda Bromilow, Sebastian de Souza, Sacha Dhawan, Elle Fanning, Phoebe Fox, Bayo Gbadamosi, Adam Godley, Douglas Hodge, Nicholas Hoult, Louis Hynes, Florence Keith-Roach, Gwilym Lee, Danusia Samal e Charity Wakefield
- Ted Lasso

Annette Badland, Phil Dunster, Brett Goldstein, Brendan Hunt, Toheeb Jimoh, James Lance, Nick Mohammed, Jason Sudeikis, Jeremy Swift, Juno Temple e Hannah Waddingham

### Migliori controfigure televisive
- The Mandalorian
- The Boys
- Cobra Kai
- Lovecraft Country - La terra dei demoni (Lovecraft Country)
- Westworld - Dove tutto è concesso (Westworld)